# Vénus anadyomène (Titien)
Pour les articles homonymes, voir Vénus anadyomène (homonymie).
La Vénus anadyomène est un tableau peint par Titien. Il illustre la naissance de Vénus et est exposé à la Galerie nationale d'Écosse.